# Hải Phòng FC
Der Hải Phòng Football Club (vietnamesisch Câu lạc bộ bóng đá Hải Phòng) ist ein vietnamesischer Fußballverein aus Hải Phòng. Aktuell spielt der Verein in der höchsten Liga des Landes, der V.League 1.

## Geschichte
Gegründet wurde der Verein mit dem Namen Công an Hải Phòng als Polizeiverein von Hải Phòng, und er machte bis heute mehrere Namensänderungen durch. Die letzte war 2007, als der Verein sich in seinen jetzigen Namen Xi măng Hải Phòng umbenannte. Xi măng ist eine Marke des Zementherstellers Hải Phòng Zement, der Sponsor des Vereins ist. 2005/06 gelang der Aufstieg in die erste Liga und der Verein konnte auf Anhieb als Aufsteiger den 3. Platz feiern.

Einen spektakulären Neuzugang konnte der Verein im Juni 2009 vermelden. Der ehemals teuerste Spieler der Welt, der Brasilianer Denílson de Oliveira, wechselte von Itumbiara EC in die V-League zu Xi măng Hải Phòng. Nach nur einem Spiel, in dem er auch ein Tor erzielen konnte, kündigte er seinen Vertrag auf.

## Vereinserfolge

### National
- Vietnamesischer Vizemeister: 1992, 2010, 2016

- Vietnamesischer Zweitligameister: 2003
- Vietnamesischer Zweitligavizemeister: 2007

- Vietnamesischer Pokalsieger: 1995, 2014
- Vietnamesischer Pokalfinalist: 2005

## Stadion
Seine Heimspiele trägt der Verein im Lạch Tray Stadium in Hải Phòng aus. Das Stadion hat eine Kapazität von 30.000 Personen.

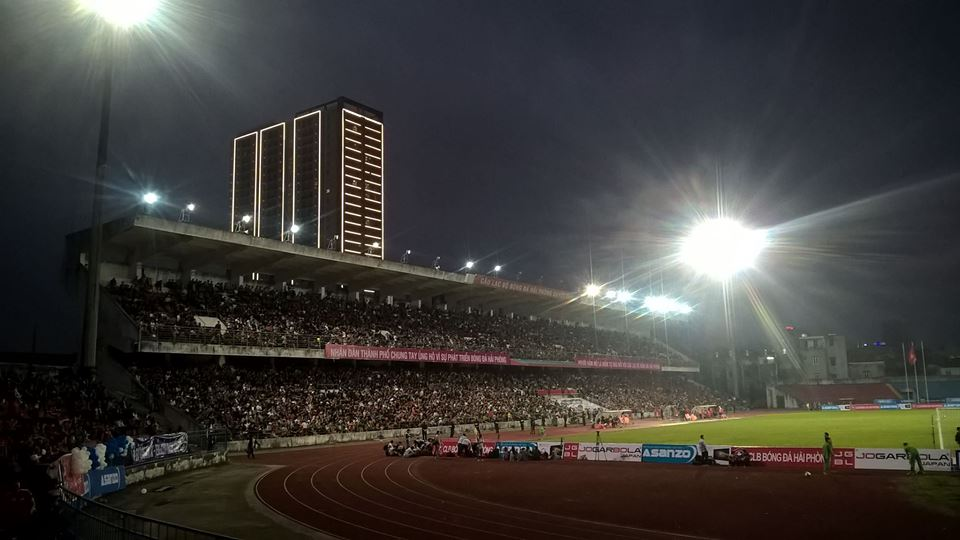
Lạch Tray Stadium

Koordinaten: 20° 51′ 6,4″ N, 106° 41′ 19,5″ O

## Namensänderungen
| Jahr          | Vereinsname               |
| ------------- | ------------------------- |
| bis 2002      | Công an Hải Phòng         |
| 2002 bis 2005 | Thép Việt Úc - Hải Phòng  |
| 2005 bis 2006 | Mitsustar Haier Hải Phòng |
| 2007          | Vạn Hoa Hải Phòng         |
| 2007 bis      | Xi măng Hải Phòng         |

## Trainerchronik
Stand: Oktober 2024
| Trainer             | Nation        | von              | bis               |
| ------------------- | ------------- | ---------------- | ----------------- |
| Dominique Fernandez | Frankreich    | 1. Januar 2005   | 31. Mai 2006      |
| Alfred Riedl        | Österreich    | 1. Juli 2008     | 30. Juni 2009     |
| Lê Thụy Hải         | Vietnam       | 1. Januar 2012   | 31. Dezember 2012 |
| Dylan Kerr          | England Malta | 1. Juli 2013     | 31. Dezember 2014 |
| Trương Việt Hoàng   | Vietnam       | 1. Dezember 2014 | 24. Oktober 2019  |
| Phạm Anh Tuấn       | Vietnam       | 1. Januar 2020   | 10. Oktober 2021  |
| Chu Dinh Nghiem     | Vietnam       | 1. November 2021 | heute             |